# About Cherry
Pour plus de détails, voir Fiche technique et Distribution.
About Cherry est un drame américain réalisé par Stephen Elliott et sorti en 2012.

## Synopsis
Angelina, 18 ans, travaille dans une laverie mais rêve d'une autre vie. Elle gagne de l'argent en posant nue et quitte sa famille pour San Francisco avec son meilleur ami. Après divers petits boulots, elle se lance dans l'industrie pornographique. Elle y connaît le succès et s'épanouit sexuellement. Malgré sa confiance en elle, Angelina doit faire face aux difficultés de ce milieu. Elle rencontre alors une réalisatrice compréhensive qui a vécu des expériences similaires. Inspirée et encouragée, Angelina décide de réaliser son propre film pornographique.

## Fiche technique
- Titre original : About Cherry
- Réalisation : Stephen Elliott
- Scénario : Stephen Elliott et Lorelei Lee
- Musique : Jeff Russo
- Montage : Michelle Botticelli
- Production : Gordon Bijelonic, Rick Dugdale, Jordan Kessler, Elana Krausz, Taylor Phillips, Datari Turner
- Sociétés de production : Enderby Entertainment
- Sociétés de distribution : IFC Films
- Pays d'origine :  États-Unis
- Langue originale : anglais
- Format : couleur
- Genre : drame
- Durée : 98 minutes

## Distribution
- Ashley Hinshaw : Angelina / (Cherry)
- James Franco : Francis
- Dev Patel : Andrew
- Heather Graham : Margaret
- Lili Taylor : Phyllis
- Diane Farr : Jillian
- Megan Boone : Jake
- Vincent Palo : Paco
- Jonny Weston : Bobby
- Ernest Waddell : Vaughn
- Sensi Pearl : Vikki
- Maya Raines : Jojo